# 阿波国造
阿波国造（あわのくにのみやつこ、あわこくぞう）は、のちに安房国西部となる地域（阿波国）を支配した国造。

## 概要

### 表記
『先代旧事本紀』「国造本紀」には阿波国造、『洞院家記』や『北山抄』には安房国造とも表記される。
律令制においては「阿波国」の表記は南海道の旧粟国が使用した（阿波国）ため、阿波国造が支配した東海道の阿波の地名は安房と表記されるようになった（安房国、安房郡など）。これに伴い、阿波国造も安房国造と表記するようになった。『日本文徳天皇実録』の嘉祥3年（850年）6月己酉（3日）条（神道・神社史料集成参照）によれば伴直千福麻呂という人物が「安房国々造」であったという。また『先代旧事本紀』の「国造本紀」の伊甚国造条によれば、伊許保止命という人物が「安房国造」の祖であるという。ただしこの伊甚国造条の「安房国造」は前田侯爵家所蔵安貞年間古写本などにおける表記であり、神宮文庫本では「安度国造」と表記されている。
『洞院家記』や『北山抄』によれば、安房国造は10世紀頃までの継続が確認される。

### 祖先

#### 物部・武蔵国造系
- 『先代旧事本紀』の「国造本紀」によれば、成務天皇（第13代天皇）の時代に天穂日命の8世孫の彌都侶岐命の孫の大伴大瀧が初代阿波国造に任命されたという。
- また同じ『先代旧事本紀』「国造本紀」の伊甚国造条には、成務天皇の時代に安房国造の祖の伊許保止命の孫の伊己侶止直（直は姓）が初代伊甚国造に任じられたとある。ただしこの伊甚国造条の「安房国造」は前田侯爵家[注 1]所蔵安貞年間古写本などにおける表記であり、神宮文庫本では「安度国造」と表記されている[2]。

### 氏族
大伴氏（おおともうじ、姓は直）で、出雲国造、武蔵国造などと同系。天皇の食膳調達（特にアワビの貢納）にあたる部民氏族の膳大伴部（かしわでのおおともべ、大伴部）を在地で統率する氏族であり、膳大伴氏（姓は直）ともいう。弘仁14年（823年）に大伴氏は伴氏（姓は直）と改めた（大伴氏#政争への関与と衰退も参照）。
なお同じく大伴氏から伴氏に改姓した氏族には、ヤマト王権の有力豪族で物部氏と共に朝廷の軍事を管掌していたと考えられている大伴氏（姓は連のち宿禰）のち伴氏（姓は宿禰のち朝臣）がおり、大伴部はこの大伴氏の管掌する部をさす場合もある。

## 本拠
国造のちの安房国安房郡で、現在の千葉県館山市。安房郡の郡司職を担ったのは安房国造（阿波国造）一族であったと見られている。

### 支配領域
阿波国造の支配領域は当時阿波国と呼ばれていた地域である。阿波国はのちの令制国の安房国の西部（安房郡と平群郡）をさし、現在の千葉県館山市と安房郡鋸南町および南房総市の一部に当たる。後に阿波国の北部は平群郡、南部は阿波郡となった。 なおのちの安房国東部（長狭郡と朝夷郡）、現在の千葉県鴨川市と南房総市の一部にあたる地域には長狭国造の支配する長狭国があったが、この国造は『先代旧事本紀』「国造本紀」に記載されていない。これは長狭国が北に『日本書紀』安閑天皇元年（534年）4月条にみえる伊甚屯倉に接し、また南からは阿波国造の圧迫を受けて、長狭国造が7世紀には勢力を失ったためと見られている。
阿波の地名の由来は、『古語拾遺』によれば、神武天皇（初代天皇）の東征（神武東征）において橿原宮を造営した天富命が、同天皇の時代により豊かな土地を求めて四国の阿波の忌部氏を従え黒潮にのってこの地に移り住み、阿波忌部の居住地を元居た場所の地名から阿波と名付けたことであるという。阿波国など十数カ国は総国（捄国）と呼ばれたが、『古語拾遺』によれば天富命が植えた麻の育ちが良かったために、麻の別称である「総」から、「総国」（一説には「総道」）と命名したと言われている。
『高橋氏文』は、景行天皇（第12代天皇）東国巡狩の折、磐鹿六雁命が膳大伴部を賜わり、子孫を上総国・淡国の長と定めたとしているので、この時代には淡国と呼ばれていたことが分かる。なおこの東国巡狩の折の記述として、『日本書紀』には淡国ではなく淡水門が登場し（景行天皇53年10月条）、阿波国の名称はこれに因むとする説もある。
阿波国など11国（阿波国、長狭国、須恵国、馬来田国、菊麻国、伊甚国、上海上国、武社国、下海上国、千葉国、印波国）は総国（捄国）と呼ばれた。安閑天皇元年（534年）（『帝王編年記』説）には捄国のうち阿波国を含む8国（阿波国、長狭国、須恵国、馬来田国、菊麻国、伊甚国、上海上国、武社国）が分立して上総国（上捄国）となった。この分立の時期については、毛野国から分かれた上野国と同じく「上」を冠する形式をとることから6世紀中葉とみる説もある。上総国は7世紀に令制国となった。養老2年5月2日（718年6月4日）に上総国より平群郡・安房郡（以上2郡は旧阿波国）・朝夷郡・長狭郡（以上2郡は旧長狭国）の4郡を割いて安房国を新設したが、天平13年12月10日（742年1月20日）に安房国は再び上総国に併合された。その後天平宝字元年（757年）にもとの4郡をもって安房国が再設置された。

## 氏神
阿波国造の氏神は、千葉県館山市（旧安房郡）にあり安房国一宮の安房神社（あわじんじゃ、北緯34度55分20.80秒 東経139度50分12.25秒 / 北緯34.9224444度 東経139.8367361度）である。この神社は忌部氏の祖神天太玉命（#祖先参照）を主祭神とし、同氏による創建という。この神社の神である安房神は膳大伴氏（大伴氏・伴氏とも。阿波国造の氏族。#氏族参照。）の奉斎神であったと考えられており、この神社の祭祀を担ったのは安房国造（阿波国造）一族であったと見られている。

## 人物
以下に阿波国造を務めた著名な者を記載する。
- 伴千福麻呂
姓は直。「安房国々造」だったという。正八位上だったが、嘉祥3年（850年）6月3日に外従五位下を授かった[13]。

## 子孫
以下の二人は安房国造一族と推測される。
- 大伴登美勝麻呂（おおとものとみ の かつまろ）
安房国の人で正六位下。もとは大伴氏（姓は直）だったが、弘仁2年（811年）3月6日に大伴登美氏（姓は宿禰）を賜姓された[15]。
- 伴家主（とも の やかぬし、とも の いえぬし）
安房郡の人。親孝行により、承和3年（836年）12月7日に孝子であるとされて勅により位三階を叙せられ、終身戸の田租を免ぜられ、家の門と村里の入り口の門において表彰された[16]。館山市国分にある市の史跡「孝子塚」は家主の墓という。

## 崎元正教による考証
崎元正教は『日本書紀』に記載されていることは単なる伝承ではないとする立場から、神社伝承からの考証なども加えるべきとして、安房神社をはじめとする複数の神社にまたがる天富命に関する伝承がそれぞれ矛盾なく説明できることをあげ、その信憑性を評価し、景行天皇東国巡狩については、神社伝承などの考証から、伊勢を経由し尾張から海路により房総に至ったとするなど、当地は黒潮と黒潮反流を利用した水上交通によって、律令制以前から、畿内など西国とのつながりが深かったとされている。尚、現在の徳島県や和歌山県と南房総に共通の地名が多いのは良く知られていることである。